# Classmates.com
Classmates.com – serwis społecznościowy stworzony w 1995 roku przez Randy’ego Conradsa. Portal był pierwowzorem nk.pl.
Portal ten pomaga odnaleźć się jego użytkownikom oraz nawiązać kontakt ze znajomymi i przyjaciółmi z przedszkola, szkoły podstawowej, szkoły średniej, szkoły wyższej, pracy, jak również z wojska. Serwis ma ponad 40 milionów aktywnych członków w Stanach Zjednoczonych i Kanadzie. Nielsen Online plasował w 2008 Classmates.com na trzecim miejscu pod względem liczby miesięcznych odwiedzin wśród serwisów społecznościowych.